# Communauté de communes du Pays Grand Combien
Die Communauté de communes du Pays Grand Combien ist ein ehemaliger französischer Gemeindeverband mit der Rechtsform einer Communauté de communes im Département Gard in der Region Okzitanien. Sie wurde am 14. Dezember 2000 gegründet und umfasste neun Gemeinden. Der Verwaltungssitz befand sich im Ort La Grand-Combe.

## Historische Entwicklung
Mit Wirkung vom 1. Januar 2017 fusionierte der Gemeindeverband mit der
- Alès Agglomération (vor 2017),
- Communauté de communes Vivre en Cévennes sowie
- Communauté de communes des Hautes Cévennes

und bildete so die gleichnamige Nachfolgeorganisation Alès Agglomération. Trotz der Namensgleichheit mit einer der Vorgängerorganisationen handelt es sich um eine Neugründung mit anderer Rechtspersönlichkeit.

## Ehemalige Mitgliedsgemeinden
1. Branoux-les-Taillades
2. Cendras
3. La Grand-Combe
4. Lamelouze
5. Laval-Pradel
6. Portes
7. Sainte-Cécile-d’Andorge
8. Les Salles-du-Gardon
9. La Vernarède